# 당진 삼월리 회화나무
당진 송산면의 회화나무는 대한민국 충청남도 당진시 송산면 삼월리에 있는 회화나무이다. 대한민국의 천연기념물 제317호로 지정되어 있다.